# Richard Redgrave
Richard Redgrave RA (30 de abril de 1804 - 14 de diciembre de 1888) fue un artista inglés.

## Inicios
Redgrave nació en Pimlico (Inglaterra) el 30 de abril de 1804, hijo del ingeniero y pintor Richard Redgrave y de Rose Margarite Bacon.

## Carrera

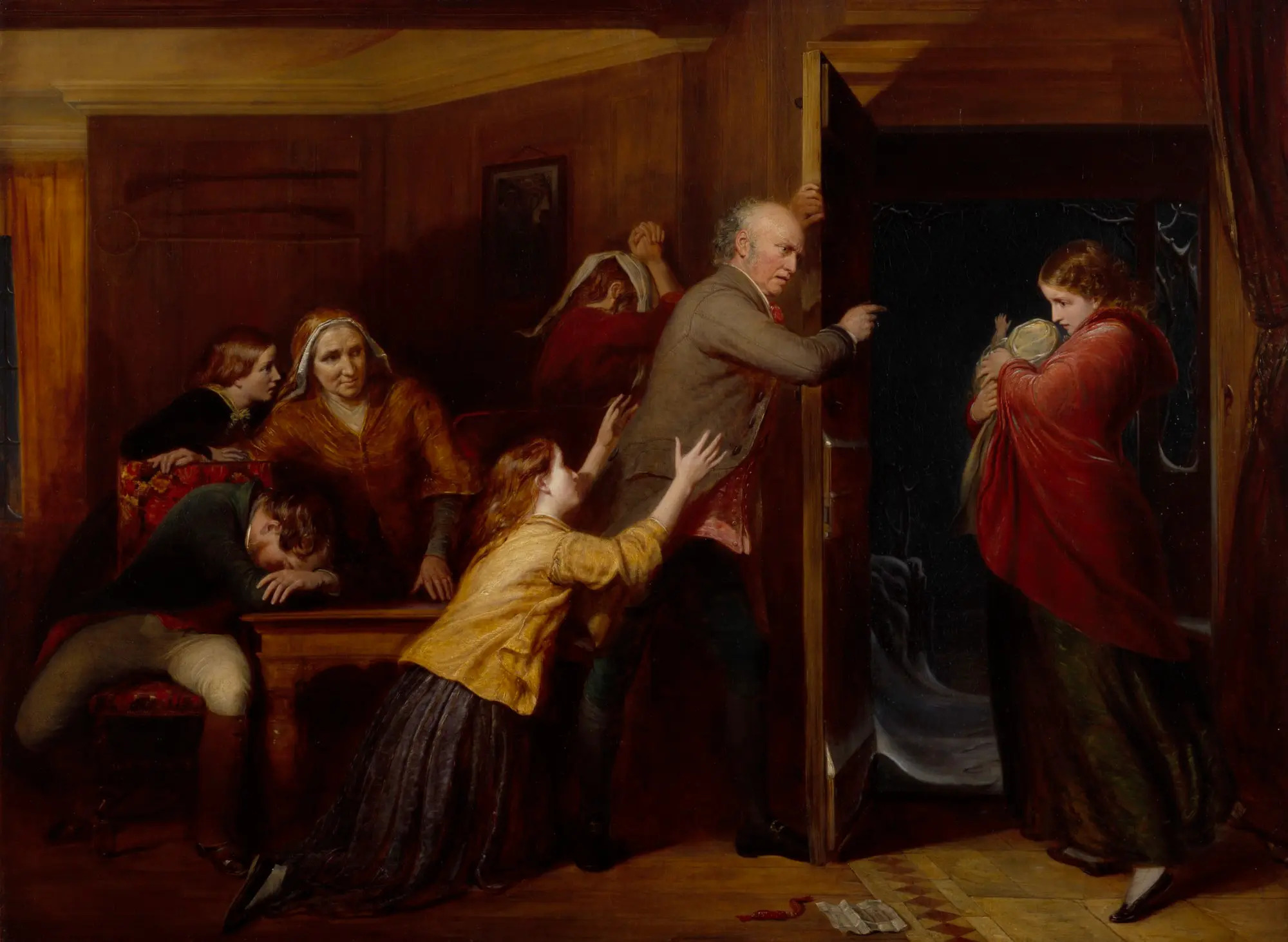
The Outcast.

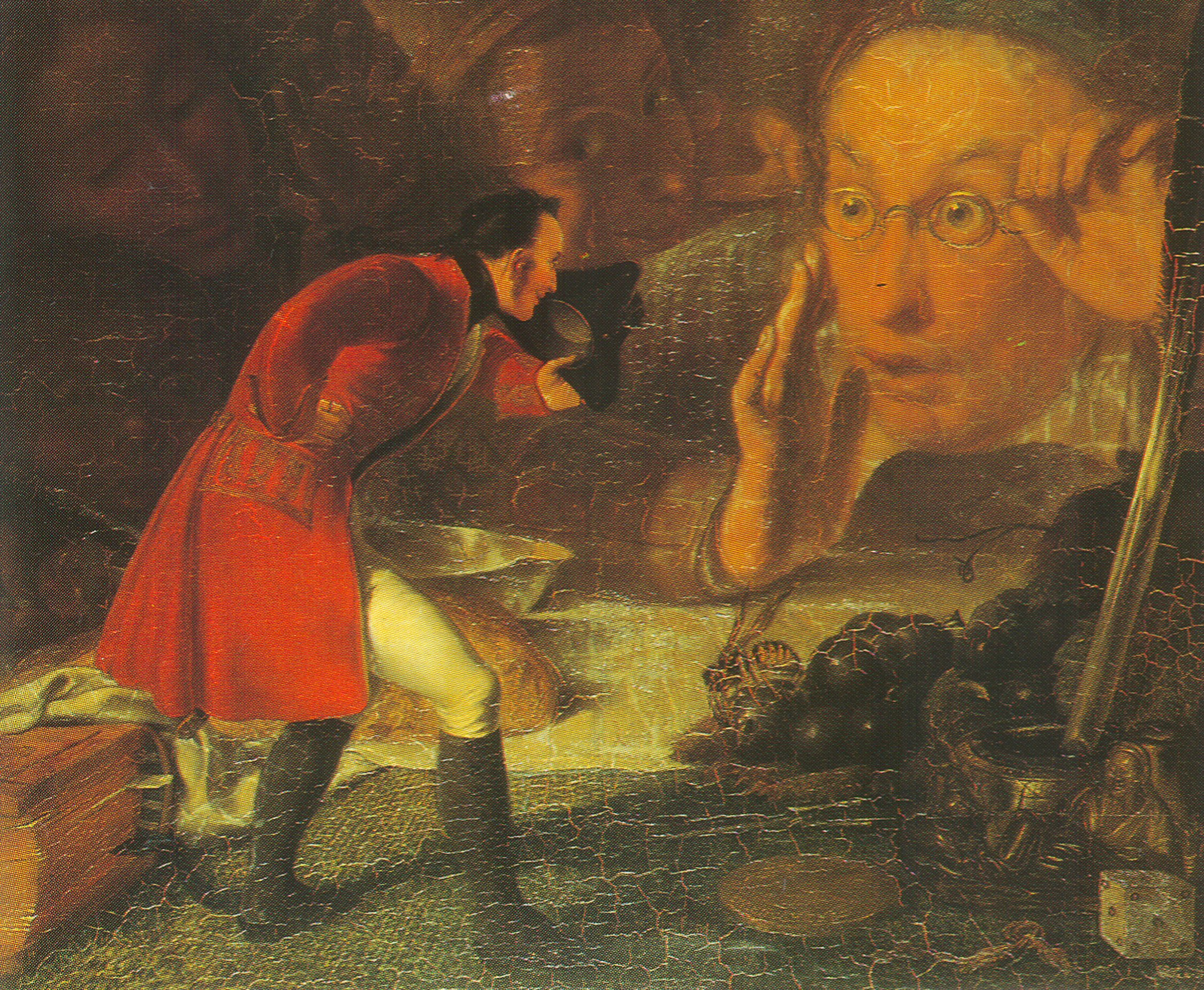
Gulliver en Borvdningang, 1837.

Empezó trabajando como diseñador y profesor de dibujo. 
Empezó a estudiar en la escuela de la Royal Academy en 1826, donde sería nombrado profesor asociado en 1840 y titular en 1851 y donde permanecería hasta retirarse en 1882.
Su pintura “Gulliver en Brovdningang” (1837) fue la primera obra con la que atrajo la atención del público.
Redgrave era un pintor habitual de paisajes y temas de género. Sus mejores cuadros son “Primos del Campo” (1848), “El regreso de Olivia” (1848), “La costurera” (1844) y “Pozo en el bosque” (1865).
En 1847, entró en contacto con las Government School of Design con quien colaboró durante muchos años. Entre otros trabajos ejerció como inspector general de arte en el departamento de arte y Ciencia y director artístico del Museo de South Kensington. Su labor fue clave en la creación de esta institución y se le atribuye el crédito de haber conseguido las donaciones de los Sheepshansks (John Sheepshanks) y los Ellison.
Trabajó como Comisario de las Pinturas de la Reina entre 1856 y 1880 y como responsable de los bienes de la Corona, redactó el catálogo de 1858.

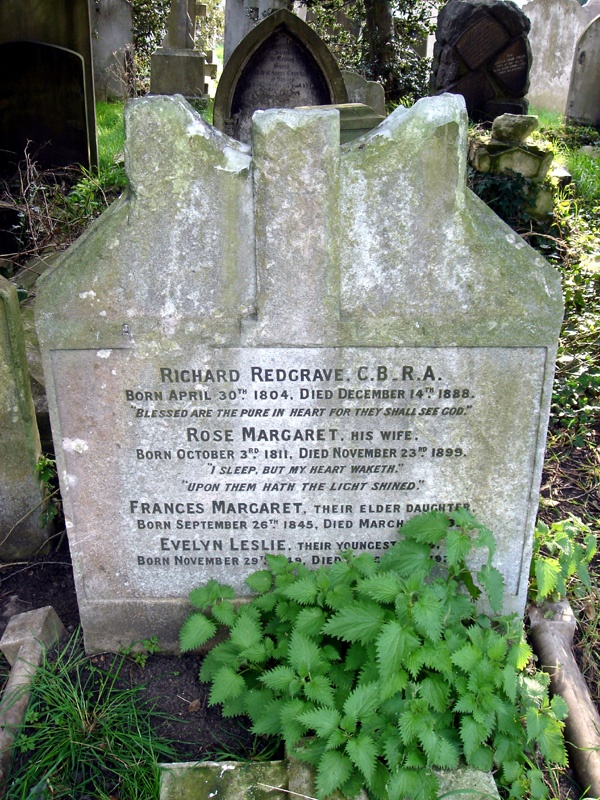
Monumento funerario, Cementerio de West Brompton, Londres.

## Retirada
Tras abandonar la carrera pública y política en 1880, pasó a dedicarse de lleno a la pintura. En 1866 publicó, en colaboración con su hermano Samuel (Londres 1802-1876), una de las primeras obras dedicadas a la pintura inglesa: “Cien años de pintores ingleses”. Se le ofreció ser condecorado caballero en 1869, pero rehusó.
Falleció en diciembre de 1888 y fue enterrado en el cementerio de Brompton, Londres.